# Дом-музей Бальзака (Париж)
 Дом-музей Бальзака (фр. Maison de Balzac) находится в 16-м округе Парижа. С 1840 по 1847 годы французский писатель Оноре де Бальзак жил в этом доме, находившимся в то время в парижском пригороде (а в настоящее время — престижном районе Парижа) Пасси (Passy), скрываясь от кредиторов под псевдонимом Брюньоль.

## Информация для посетителей
- Адрес: 47, rue Raynouard, 75016 Paris
- Часы работы: 10:00 — 18:30 каждый день кроме понедельника и праздничных дней
- Ближайшие станции метро: Пасси (фр. Passy) или Ля Мюэтт (La Muette)
- Входной билет: в музей — бесплатный; на временные выставки — 4 евро, до 13 лет бесплатный.